# Diadelia lineata
Diadelia lineata là một loài bọ cánh cứng trong họ Cerambycidae.